# کاسپر اسلیپ
کاسپر اسلیپ (انگلیسی: Casper Sleep) شرکت لوازم خانگی آمریکایی است، که در سال ۲۰۱۴ تأسیس شد.